# Jon Anderson
John Roy Anderson (nascut 25 octubre 1944), conegut professionalment com a Jon Anderson, és un cantant, compositor, i multi-l'instrumentista anglo-americà, més conegut com el cantant principal anterior de la banda de rock progressiu Yes, el qual ell va co-fundar en 1968 amb el baixista Chris Squire. Fou un membre de la banda Yes a través de tres èpoques entre 1968 i 2008.
Anderson és també conegut per la seva carrera solitària i col·laboracions amb altres artistes, incloent Vangelis (sota el nom Jon & Vangelis), Roine Stolt (Anderson/Stolt), i Jean-Luc Ponty (AndersonPonty Band). També ha aparegut en àlbums d'en King Crimson, Tangerine Dream, Mike Oldfield i Iron Butterfly.
Anderson va treure el seu primer àlbum en solitari, Olias of Sunhillow (1976), mentre encara era membre de Yes, i subsegüentment va llançar 13 àlbums més com a artista en solitari. Esdevingué ciutadà americà en 2009. Durant 2017, fou proposat al Rock and Roll Hall of Fame com a membre de Yes.

## Vida primerenca
John Roy Anderson va néixer el 25 d'octubre de 1944 en Accrington, una ciutat en Lancashire al nord-oest d'Anglaterra. El seu pare Albert era de Glasgow, Escòcia. Havia servit en l'exèrcit en la divisió de diversió i més tard treballat com a venedor; la seva mare Kathleen era d'ancestres irlandès i francès i havia treballat en un molí de cotó, l'exportació més gran de Lancashire en aquell temps. Junts esdevingueren campions de Ball de Saló, guanyant diversos premis com ara el campionat del Contat de Lancashire. Anderson va declarar que els seus pares li van trobar el nom després de veure en concert un cantant anglès amb nom artístic "John Roy the Melody Boy" i el nom escocès Royston. Anderson va criar-se en el Carrer Norfolk amb els germans Tony i Stuart, i la germana Joy. És el tercer més jove dels quatre.[3] Com a jove, Anderson esdevingué aficionat de diversos músics, incloent Elvis Presley, Eddie Cochran, els Everly Brothers, i Jon Hendricks.
Anderson va assistir a St. John's School on va organitzar partits de futbol diaris durant el descans de dinar. No va ser un acadèmic sòlid, i va recordat perquè "sempre es trobava en problemes per desordres i cantar massa alt". Allà, va fer un inici provisional de carrera musical, tocant la taula de rentar en el grup d'Skiffle de Little John el qual va interpretar cançons de Lonnie Donegan, entre d'altres. Als quinze anys, Anderson va deixar l'escola després que el seu pare emmalaltí i va agafar feina en una granja, com a camioner transportista de maons, i de repartidor de llet, per ajudar econòmicament a la família. Un aficionat de futbol apassionat, va intentar fer carrera a l'Accrington Stanley F.C., però amb l'estatura d'1.65 m, va ser rebutjat a causa de la seva fràgil constitució. Va restar un aficionat del club, i es va dedicar a recollir i tornar pilotes, així com mascota de l'equip durant un any. Anderson va deixar caure la lletra "h" del seu primer nom durant 1970.

## Carrera

### 1962–1968: The Warriors i singles primerencs
Anderson no va tenir cap desig particular d'esdevenir un cantant al principi fins que el seu germà Tony va agafar el lloc de cantant i unint-se a The Warriors, un grup local també conegut com The Electric Warriors. Després que un dels vocalistes de suport va deixar el grup, Anderson va omplir la posició, i va trobar més agradable i una millor elecció per guanyar diners que el treball manual. El grup va tocar principalment cançons versionant diversos artistes, incloent Els Beatles, i actuà a través de Lancashire i el circuit de clubs per Alemanya al voltant d'un any. Anderson se l'escolta en les seves dues primeres cançons gravades, "You Came Along" i "Do not Make Me Blue", llançades el 1965. Després de la divisió del grup The Warriors mentre eren a Alemanya a la fi de 1967, la banda va tornar a Anglaterra. Anderson es va quedar enrere. Es va convertir breument en cantant de Party, una banda de la ciutat de Bolton (tradicionalment pertanyent a Lancashire) que es trobava a Alemanya.
Després de retornar a Londres en març de 1968, Anderson va conèixer Jack Barrie, propietari de 'La Chasse drinking club' en Soho que el reconcilià amb la resta dels Warriors després que s'haveren reubicat a la ciutat. Sense diners ni allotjament, Barrie va permetre Anderson i el guitarrista de Warriors Brian Chatton de quedar amb ell. Anderson va ajudar assistint laboralment en La Chasse; durant aquest temps va entaular conversa amb en Paul Korda, un productor d'EMI-Records que el va agafar per cantar diverses "demos". Durant la cerca de material per enregistrar, Barrie entrà en contacte amb Elton John i Bernie Taupin de DJM Records per fer alguna música junts, però sentia que a Anderson no li feia el pes. Mentrestant, Anderson va viatjar als Països Baixos per unir-se a Les Crunches, una banda que va conèixer a Londres, però de seguida retornà quan es va assabentar que algunes del seves demostracions anaven a ser editades com singles per Parlophone Records. Es van treure al mercat sota el seu pseudònim Hans Christian, el primer, una versió orquestrada de "Never My Love" de The Association amb "All of the Time" en el seu costat B. El senzill va rebre una recepció positiva del New Musical Express i Chris Welch per Melody Maker que va escriure en març de 1968, "Un blockbuster d'impacte d'un jove màgic contacontes amb una veu plena d'emoció." El segon senzill d'Anderson, "(The Autobiography of) Mississippi Hobo"/"Sonata of Love", va sortir al mercat dos mesos més tard; cap de les dues cançons fou d'èxit. Barrie i Korda van agafar Anderson per veure el grup local The Gun i, junts, van assajar per a concerts ben rebuts als clubs UFO and Marquee de Londres, aquest últim com a previ dels Who, que va donar lloc a diverses ofertes de concerts. Tanmateix, la resta del grup va creure que podrien assolir èxit sense un vocalista principal i va acomiadar Anderson.

### 1968–1980: Formació de Yes i inici de carrera sol
Al maig de 1968, Barrie va presentar Anderson a Chris Squire, baixista de la banda de rock de Londres, Mabel Greer's Toyshop, que anteriorment havia inclòs el guitarrista Peter Banks. Els dos van parlar i van trobar que compartien interessos musicals comuns com Simon & Garfunkel i la idea d'harmonies vocals. En els dies següents, van desenvolupar "Sweetness", una cançó posteriorment gravada en el primer àlbum de Yes. Anderson es va trobar a la veu principal per a alguns concerts de Mabel Greer després, i es va desenvolupar una conversa sobre la formació d'una nova banda a temps complet. Al juny de 1968, Anderson i Squire van contractar a Bill Bruford per reemplaçar al baterista Robert Hagger i Anderson va aconseguir 500 lliures de John Roberts, propietari d'un fabricant de paper, per llogar espai a The Lucky Horseshoe cafe de Soho. En aquest espai una nova banda a temps complet podria assajar. A la seva conclusió, un mes més tard, es va formar una alineació formada per Anderson, Squire, Bruford, Banks (substitut d'en Bayley que havia marxat), i el teclista Tony Kaye, amb el qual Anderson s'havia reunit a Leicester quatre anys abans. Es van canviar el nom a Yes, originalment, idea de Banks. El primer concert d'Anderson amb Yes va esdevenir el 4 d'agost de 1968 en un campament juvenil a East Mersea, a Essex.
Tot i que la banda no tenia cap líder formal, Anderson va servir com la seva principal força motivadora en els seus primers dies, fent la majoria de les emocionants actuacions i originant la majoria de les seves cançons. Va exercir un paper clau en l'inici de les seves idees artístiques més ambicioses, que van servir com a principal instigador d'algunes de les cançons més populars de la banda, incloent "Close to the Edge", "The Gates of Delirium", i "Awaken", i el concepte darrere dels seu doble àlbum conceptual Tales of the Topographic Oceans (1973).

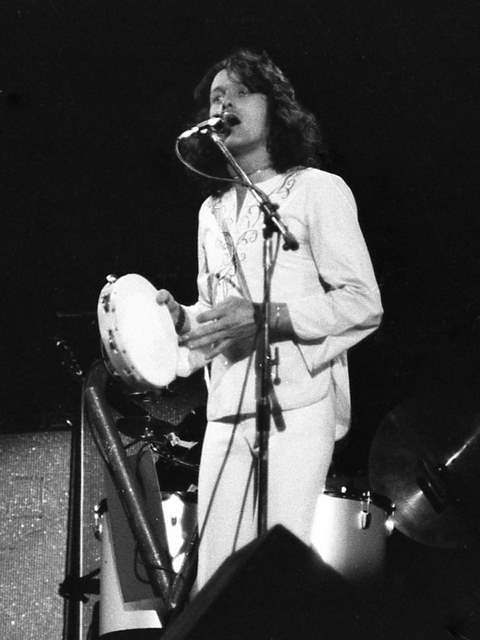
Anderson durant un concert en Columbia, 1974

A més a més de Yes, Anderson va aparèixer com a cantant convidat en l'àlbum Lizard de King Crimson, concretament "Prince Rupert Awakes", la primera part del seu títol de 23 minuts, pista enregistrada en 1970. Va ser escollit per aquesta banda perquè el rang vocal desitjable era inabastable pel llavors vocalista del grup, Gordon Haskell. En 1974, Anderson co-va escriure "Pearly Gates" amb el bateria d'Iron Butterfly, Ron Bushy, en l'àlbum de la banda Scorching Beauty. Això va ser seguit per la seva primera col·laboració amb músic grec Vangelis, cantant "So Long Ago, So Clear", l'última secció de"Heaven and Hell Part I" en el seu àlbum de 1975 Heaven and Hell.
L'agost de 1975, Yes va agafar un llarg descans perquè cada membre pogués compondre i editar un àlbum d'estudi. Anderson va escollir un àlbum conceptual, Olias of Sunhillow, sobre una raça alienígena de quatre tribus i el seu viatge cap a un nou planeta, ja que el seu està amenaçat per la destrucció. Olias, un dels tres personatges principals, construeix el Moorglade Mover, un avió format per organismes vius per transportar tothom a la seva nova llar. Anderson va obtenir inspiració de novel·les de ciència-ficció i de fantasia, treballs de J. R. R. Tolkien, The Initiation of the World de Vera Stanley Alder, i els creadors d'art gràfic de Yes Fragile. Va enregistrar la música en el seu garatge durant sis mesos, aprenent a tocar tots els instruments, incloent diversos tipus de tambor, instruments de corda, i instruments de percussió relacionats amb música ètnica i mundial, fins a aconseguir 120 enregistraments de pista en la seva forma original. Anderson va trobar l'experiència un valuós pas per l'aprenentatge de música. Els Atlantic Records van comercialitzar l'àlbum a partir de juliol 1976, i va assolir el número 8 en el Regne Unit i número 47 en USA.
Entre 1976 i 1979, Anderson va enregistrar Going for the One i Tormato amb Yes i va completar les seves gires de suport i promoció. En febrer de 1979, s'ajuntà amb Vangelis per començar a enregistrar com Jon & Vangelis. El seu primer àlbum, Short Stories, es va enregistrar en qüestió de setmanes amb idees mínimes preconcebudes que Anderson va trobar una experiència refrescant. Alliberat en gener de 1980, l'LP Short Stories va aconseguir el número 4 en el Regne Unit. Durant 1979, Anderson va tocar l'arpa en "Flamants Roses" en l'` àlbum de Vangelis Opéra sauvage [25] i va escriure música per a Ursprung, una obra de ballet modern de tres parts anomenat Underground Rumors executat per la companyia Scotish Ballet, que també incorporava música d'Ian Anderson. El coreògraf era Royston Maldoom i el dissenyador d'enllumenat era David Hersey.
L'octubre de 1979, Anderson va viatjar a París per enregistrar un nou àlbum de Yes amb Roy Thomas Baker de productor. El progrés va avançar ràpidament a les sessions després de disputes sobre la direcció musical de la banda; El material preparat per Anderson i Wakeman no va ser rebut amb entusiasme pels seus companys de banda, que van començar a acreditar pistes sense llurs noms que es van estrenar en Drama. "Molt ràpidament", va recordar Anderson, "l'estat d'ànim va canviar d'entusiasme a la frustració i després de confusió". Els assumptes no van millorar quan es van tornar a reunir al febrer de 1980, i Anderson i Wakeman van abandonar el grup el mes següent. Van ser reemplaçats per Trevor Horn i Geoffrey Downes dels Buggles.

### 1980–1990: carrera sol, retorn a Yes, i ABWH
Anderson va llogar Jannis Zographos com el seu mànager nou, qui també treballava per Vangelis. Cantà "Suffocation" i "See You Later" per l'àlbum de Vangelis See You Later, llançat durant 1980.[28] En 1979 va enregistrar el seu primer àlbum en col·laboració amb Vangelis, Short Stories, el qual va ser llançat en 1980. Després que va assegurar un tracte d'enregistrament amb Virgin Records, Anderson es retirà al sud de França per escriure material per un àlbum de solo. Les seves propostes per àlbums es van basar en l'artista rus-francès Marc Chagall i el llibre A True Fairy Tale de Daphne Charters no va ser rebut amb entusiasme per l'administració de la discogràfica Virgin, que va perdre interès en ell i va demanar els diners que havien avançat en Jon. Anderson va passar molt de 1980 enregistrant una col·lecció de cançons per Song of Seven amb un grup de músics va anomenar la The New Live Band. Atlantic Records va acceptar editar el disc. Quan va ser llançat a la venda novembre, va assolir el número 38 en el Regne Unit i número 143 en els EUA. Anderson va completar la seva primera gira en solitari amb la banda, fent una barreja de material d'ell sol i de Yes, per Alemanya i Anglaterra.
Dins 1981, Anderson va participar en l'àlbum conceptual de Wakeman 1984 i va lliurar el seu segon àlbum amb Vangelis (juliol 1981), The Friends of Mr. Cairo. L'àlbum va originar dos singles, "I'll Find My Way Home" i "State of Independence". L'àlbum també va ser notable per la cançó homònima del títol de l'LP, que era una oda a les pel·lícules de gàngsters de Hollywood dels anys 1930 i 1940 amb impressions de veu de Humphrey Bogart, Peter Lorre i James Stewart, que van retre homenatge a la pel·lícula The Maltese Falcon (1941). Durant 1982, Anderson va treure Animation i durant 1983, va aparèixer a les pistes "In High Places" i "Shine" de Crises per Mike Oldfield. També aquell any, va actuar amb Béla Fleck i el Flecktones i proposà formar una banda amb Wakeman i Keith Emerson, però no va arribar a fructificar.
A primeries de 1983, Anderson va ser contactat per Phil Carson d'Atalantic Records que van suggerir que sent una cinta de demos que Cinema, un grup nou format de Squire, White, Kaye, i el guitarrista Trevor Rabin, amb Trevor Horn com a productor, havia desenvolupat per un àlbum nou. Anderson va ser convidat per cantar la veu principal en l'àlbum i unir-se al grup, el qual va acceptar. Cinema llavors va canviar el seu nom a Yes, i 90125, va sortir al mercat durant novembre de 1983, esdevenint l'àlbum més venut de Yes. Dins 1987, el grup va alliberar el seu àlbum successor, Big Generator.
Anderson va aparèixer en la cançó "Cage of Freedom" de la banda sonora de 1984 per una nova versió de la pel·lícula de Fritz Lang Metropolis. En1985, la seva cançó "This Time It Was Really Right" va ser presentat en la banda sonora de la pel·lícula St. Elmo's Fire. També va cantar "Silver Train" i "Christie" en la banda sonora per Scream for Help de John Paul Jones. Juntament amb Tangerine Dream, va aparèixer en la cançó "Loved by the Sun" per Legend (1985). Anderson va alliberar un àlbum en solitari amb diversos temes sobre el Nadal, 3 Ships (1985). En la banda sonora de la pel·lícula Biggles (1986) presenta dues cançons cantades per Anderson. Durant aquest any, va enregistrar algunes pistes de demostració que posteriorment es tornarien a treballar. Ell i Vangelis també van començar a escriure noves cançons i enregistrar demostracions per a un altre àlbum. Encara que l'àlbum no es va fer, van actuar en directe el 6 de novembre de 1986. Els últims tres anys de la dècada de 1980 van veure com Anderson cantava "Moonlight Desires" en l'àlbum de Gowan, Great Dirty World (1987), gravava el seu cinquè àlbum sol In the City of Angels, cantava a la cançó "Stop Loving You" de l'àlbum de Toto The Seventh One (1988), i va gravar un àlbum que posteriorment seria publicat com The Lost Tapes of Opio. També va cantar en les cançons "Within the Lost World" i "Far Far Cry" per a l'àlbum de Jonathan Elias Requiem for the Americas.
En 1988, després de la gira de Big Generator, de Yes, Anderson s'ajuntà amb Bruford, Wakeman, i Howe per a formar Anderson Bruford Wakeman Howe (ABWH) amb el baixista Tony Levin. El grup va enregistrar un àlbum i completà una gira mundial reeixida.

### 1990–2004: Retorn a Yes i carrera sol
En 1990, després de la gira d'ABWH, una sèrie de tractes empresarials van forçar ABWH a reunir-se amb els membres llavors actuals de Yes, que hi havia estat fora de vista del públic mentre buscaven un cantant principal nou. La banda resultant de vuit homes va assumir el nom Yes, i l'àlbum Union (1991) va ser la suma de diverses peces d'un segon àlbum d'ABWH en progrés, així com enregistraments que Yes havien estat treballant sense Anderson. Una gira reeixida va seguir l'àlbum.
Jon i Vangelis van alliberar el seu quart àlbum, Page of Life, en 1991. En 1992 Anderson va aparèixer en l'àlbum de Kitaro Dream, afegint ambdues lletres i veus a tres cançons: "Lady of Dreams", "Island of Life" i "Agreement". També va anar de viatge a Amèrica del Sud amb una banda que va incloure les seves filles, Deborah i Jade. Va aparèixer en la cançó "Along the Amazon" que ell va co-escriure per a l'album del violinista Charlie Bisharat del mateix nom. El 1993, Anderson va començar feina amb Change We Must, el seu setè àlbum sol, presentant una mescla de versions originals i orquestrades de cançons d'ell cantades amb Yes, Vangelis, i la de la seva carrera en solitari. Va ser alliberat l'octubre de 1994 en sengles discogràfiques EMI i Angel Records.
De 1992 a 1994, Anderson va enregistrar l'àlbum de Yes Talk (1994). "Walls", escrit per Rabin i Roger Hodgson, va assolir número 24 en el Billboard Hot Mainstream Rock Tracks chart. En juliol de 1994, Anderson va treure Deseo, un àlbum en solitari de música amb influència llatina. Hi havia plans de llançar un àlbum en viu anomenat The Best of South America, però no va ser llançat a causa de problemes de gestió (encara que algunes còpies ja van ser publicades per Yes Magazine). Anderson va cantar en el joc de videojocs per a nens del 7è nivell Tuneland. A més, el seu fill Damion va llançar un senzill anomenat "Close 2 the Hype", en què cantaven ell i son pare Jon.

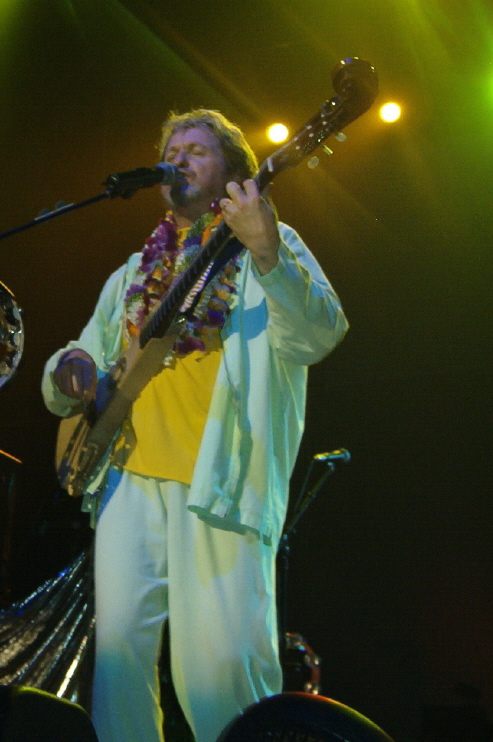
Anderson actuant durant 2003.

L'agost 1995, Anderson es va reubicar a San Luis Obispo, estat de Califòrnia. El seu vuitè àlbum d'estudi, Angels Embrace, va eixir el 26 de setembre de 1995 amb l'etiqueta discogràfica Higher Octave Music. El seu primer àlbum principalment instrumental, mostra Anderson interpretant música ambiental amb assistència de Steve Katz i Keith Heffner en teclats i les seves dues filles en veus. Anderson va continuar amb l'obra Toltec, un àlbum conceptual que va estrenar el 30 de gener de 1996 en Windham Hill Records que diu la història de Toltec, "un concepte dels americans Natius sobre un grup de persones que han estat per tot arreu de la Terra, existint dins de cultures diferents al llarg dels segles". L'àlbum va ser llançat el 1993 com The Power of Silence, menys els efectes sonors i la narració afegits més tard, però va ser cancel·lat després de problemes amb Geffen Records.
A meitat dels 1990s, Anderson hi havia planejat anar de concerts i gravacions per la Xina, però abandonà la idea a favor d'escriure i enregistrar música nova amb Yes després de Wakeman i Howe reuniren la banda. El moviment d'Anderson a San Luis Obispo va influir la decisió per Yes per enregistrar el seu concert de tres nits en el Fremont Teatre en març de 1996, com a part del seu subsegüent àlbum d'estudi i directe Keys to Ascension i Keys to Ascension 2, publicats en 1996 i 1997, respectivament. El 12 de maig de 1996, Anderson va actuar un concert 80 minuts al concert del Dia de la Mare en Paso Robles, Califòrnia on hi hagueren cançons de Yes, Jon and Vangelis, i material en solitari. L'àlbum següent d'Anderson, Lost tapes to Opio, va ser alliberat en 1996 en format casset d'àudio a través de la seva Opio Fundation. Format per les cançons enregistrades des dels 1980s, els beneficis de les vendes van ser donats a UNICEF.
En 1997, Anderson va publicar el treball d'influència Celta The Promise Ring amb la seva segona muller, Jane Luttenburger, compartint paper de cantants. L'àlbum és un enregistrament en viu de la música en directe d'ells dos i membres de la Froggin' Peach Orchestra, el nom donat a un grup de 28 músics habituals en el pub Frog & Peach de San Luis Obispo. Durant la seva lluna de mel en 1997, Anderson i Luttenburger van enregistrar Earthmotherearth que va ser seguit pel The More You Know de 1998, enregistrat en París amb l'artista francès Francis Jocky. Va ser l'últim llançament de l'estudi d'Anderson durant 13 anys. Anderson va aparèixer en la cançó "The Only Thing I Need" per l'actuació 4Him durant 1999; va ser enregistrada per Streams, un àlbum de multi-grup. L'àlbum Portraits d'Steve Howe de tribut a Bob Dylan també contenia una versió de la cançó d'en Bob Dylan "Sad Eyed Lady of the Lowlands" amb Anderson en les veus. També va gravar amb The Fellowship en el seu àlbum In Elven Lands, inspirat en les obres de J. R. R. Tolkien.
El 2000, Anderson hi havia començat a treballar en un àlbum seqüela d'Olias of Sunhillow va anomenar The Songs of Zamran: Son of Olias. El desenvolupament en el projecte es va desaccelerar des de llavors; el 2011, va raonar el retard, ja que s'estenia fins a tres hores de durada, de les quals havia escrit la majoria, però necessitava temps addicional "per esbrinar com recrear-lo correctament". Anderson va expressar el desig de fer un àlbum interactiu amb "una aplicació que permeti a les persones fer un viatge, triar un nou viatge cada vegada que l'obri, i escoltar-lo d'una manera diferent".

### 2004–2016: carrera Sol i col·laboracions

#### Gires en solitari, Anderson & Wakeman
El 2004, va aparèixer amb Contemporary Youth Orchestra de Cleveland i retornà el 2010 per una segona actuació. Un espectacle retransmès des de Washington DC per ràdio via satèl·lit va ser transformat en un DVD anomenat Tour of the Universe el 2005. Aquest llançament coincidí amb el senzill de Jon Anderson "State of Independence".
Els àlbums més primerencs d'Anderson Olias of Sunhillow i Song of Seven es reeditaren en 2006.
Animation es va estrenar tardanament en CD amb queixes sobre la professionalitat del so. A algunes orelles, un lot posterior va utilitzar un millor "màster", tot i que l'etiqueta Voiceprint nega qualsevol diferència entre les premsades.
Elven Lands, un àlbum que conté els enregistraments d'Anderson amb The Fellowship, també va ser llançat com el primer de set volums d'una caixa anomenada The Lost Tapes. També el 2006, Anderson va aparèixer amb l'Orquestra Trans-Siberiana (East Coast Troupe) durant dos concerts el 16 de desembre a Filadèlfia per tocar "Roundabout". A la tardor de 2006, Anderson i Rick Wakeman es van embarcar en un recorregut pel Regne Unit amb el nom "Anderson / Wakeman".
En 2007, Anderson va contribuir amb la veu a l'àlbum Culture of Ascent del grup de rock progressiu americà Glass Hammer; i va aparèixer com a part d'un conjunt vocal de la cançó "Repentance" de l'àlbum Systematic Chaos de Dream Theater. Durant aquest any, Anderson també va visitar els Estats Units i Anglaterra amb The Paul Green School of Rock Music. L'àlbum nadalenc d'Anderson de 1985, 3 Ships també va ser llançat en CD amb cançons extra.

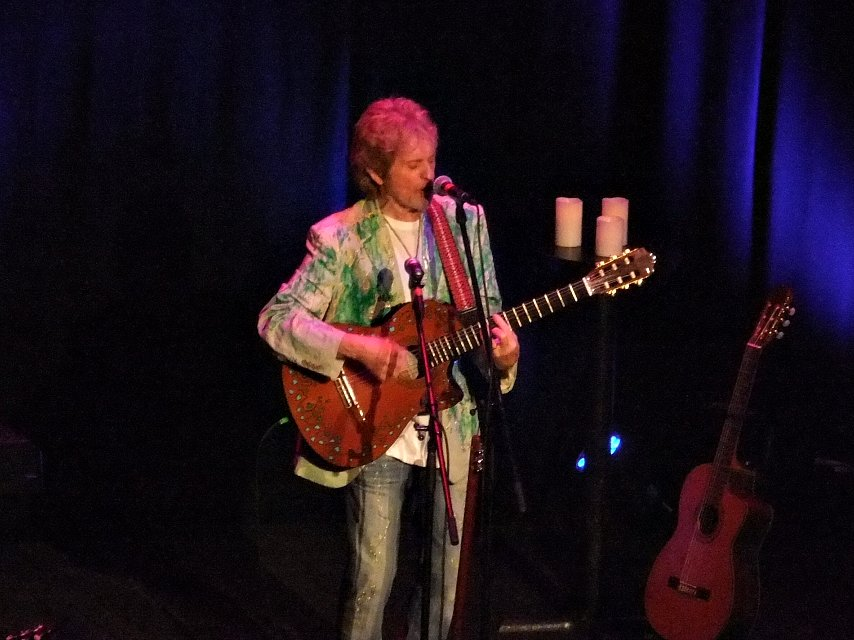
Anderson actuant al Wilbur Teatre de Boston, 15 de març de 2012

L'any 2008 va veure un àlbum ambient que usava la veu d'Anderson i cants d'ocells anomenat From Me to You, afegit a The Lost Tapes. Anderson va aparèixer en la cançó "Sadness of Flowing", que va escriure en cooperació amb per l'àlbum de Peter Machajdík, Namah, i va fer contribucions similars a una nova masterització de l'àlbum ZKG de Tommy Zvoncheck.
InIn 2009 Anderson va participar en una gira europea anomenada "Have Guitar, Will Travel". Més tard, aquest any, el seu àlbum de 1997 EarthMotherEarth va ser rellançat amb temes addicionals. En lloc de tenir el nom de Jon Anderson, va ser llançat sota "Jon and Jane Anderson". A The City of Angels i Change We Must també van ser reimpresos durant aquest any. Anderson va organitzar una sèrie d'espectacles al Canadà i als Estats Units el 2010. Ell i Rick Wakeman van començar un viatge de tardor al Regne Unit al Cambridge Corn Exchange, el 9 d'octubre. Un sampleig de les veus d'Anderson "In High Places" (de Mike Oldfield) apareix de manera destacada en l'àlbum de Kanye West de l'àlbum My Beautiful Dark Twisted Fantasy en la cançó d'obertura "Dark Fantasy".
L'octubre 2010, amb el nom "Anderson/Wakeman", Jon Anderson i Rick Wakeman va alliberar un àlbum junts que van titular The Living Tree. Inicialment es va vendre només com a record durant concerts de la seva gira pel Regne Unit "The Anderson Wakeman Project 360" a la tardor de 2010. L'àlbum va ser posat a disposició del públic al novembre de 2010. El juny de 2011, Anderson va publicar Survival & Other Stories, el seu 14è disc en solitari.
A l'octubre de 2011, Anderson va publicar un àlbum de cançó única, titulat Open, amb orquestració d'Stefan Podell.
A finals de 2012, Anderson habilitar un lloc de la xarxa web per promocionar Zamran Experience, el seu següent àlbum conceptual i seqüela d'Olias of Sunhillow.
El 3 de gener de 2013, Anderson va confirmar que treballava encara en la seva seqüela d'Olias of Sunhillow encara titulat The Songs of Zamran: Son of Olias.
El 28 de març de 2013, Anderson va embarcar en una gira de primavera per Austràlia de vuit concerts. Celebrava 40 anys de la primera gira per aquell continent en març de 1973. Va seguida per una sola actuació a un festival de primavera dins Canadà (Rouyn-Noranda, QC), un gira d'estiu d'Europa curta (4 dates) i 2 espectacles separats a la tardor de 2013, un a Florida (Platja de Miami) i l'altre a Islàndia (Reykjavík) com la seva veritable primera visita a aquest país.
El 15 de febrer de 2014, Anderson va encetar una gira de 2 mesos a Amèrica del Nord, incloent un espectacle de "Progressive Nation At Sea 2014" (50 minuts) que va finalitzar el 24 d'abril de 2014. Després de dos espectacles als EUA (el 16 d'agost de 2014 a Chesterfield, Missouri i el 31 d'agost de 2014 a Avila Beach, Califòrnia), Jon va completar una gira de 5 dies a Sud-àfrica l'octubre de 2014. Dos espectacles d'Amèrica del Nord, novembre de 2014 (a San Francisco, CA i Las Vegas, NV). A l'octubre de 2014, Anderson va anunciar el llançament el 19 d'octubre de 2014 d'un nou senzill de fins caritatius: Jon Anderson i Matt Malley el titularen "The Family Circle".

#### APB
El 25 de juliol de 2014, Anderson va anunciar la seva col·laboració amb el violinista i compositor francès de jazz Jean-Luc Ponty. S'anomenaren AndersonPonty Band (APB), i hi hagué notícia d'un proper àlbum, amb els músics d'estudi Jamie Dunlap en guitarres, Wally Minko en teclats, Baron Browne en baixos i Rayford Griffin en tambors i percussió. Inicialment Michael Lewis a la guitarra va estar implicat però va deixar el projecte. AndersonPonty volia gravar diverses cançons noves i tornar a fer música que els dos havien escrit en les seves carreres amb nous arranjaments. Ponty va afirmar: "La idea és mantenir les nostres personalitats musicals i els sons originals, però la producció serà més moderna".
Després d'un període d'assaigs de maig a juliol de 2014, el grup es va allotjar durant tres setmanes a la Wheeler Opera House d'Aspen, Colorado per assajar, gravar i presentar el seu espectacle de debut al local el 20 de setembre de 2014. Durant la postproducció, Dunlap va deixar la banda el gener de 2015 i va ser reemplaçat per Jamie Glaser que va substituir les peces de la guitarra de Dunlap per les seves pròpies. La producció es va retardar encara més, i diversos espectacles van ser cancel·lats després que Anderson hagués sofert problemes de sinusitis. El seu disc Better Late Than Never va ser llançat al setembre de 2015 per a CD i DVD com a enregistrament parcial del seu primer concert el 20 de setembre de 2014 a Aspen, Colorado.
Des d'octubre fins a novembre de 2015 i abril-maig de 2016, el grup va recórrer Amèrica del Nord amb una alineació d'Anderson, Ponty, Rayford Griffin, Wally Minko, Keith Jones i Jamie Glaser.

#### Anderson/Stolt
El 16 de març de 2016, Anderson va anunciar que havia estat enregistrant un àlbum l'anterior any amb músic suec Roine Stolt. La Invention of Knowledge va ser llançat el 24 de juny de 2016.

### 2016–present: ARW
El gener de 2016, Anderson va anunciar s'havia unit amb els veterans de Yes Trevor Rabin i Rick Wakeman sota el nom Anderson, Rabin i Wakeman (ARW), revelant que el tres hi havien estat escrivint material nou per un àlbum. La nova banda és una banda de spin-off de Yes. ARW ha anunciat una gira nord-americana de tardor 2016 i una gira europea de primavera 2017 anomenada An Evening of Yes Music and More. A més de Jon Anderson en veu, Trevor Rabin en guitarra i Rick Wakeman en teclats, la formació de gira inclou Lee Pomeroy al contrabaix i Lou Molino III a la bateria.

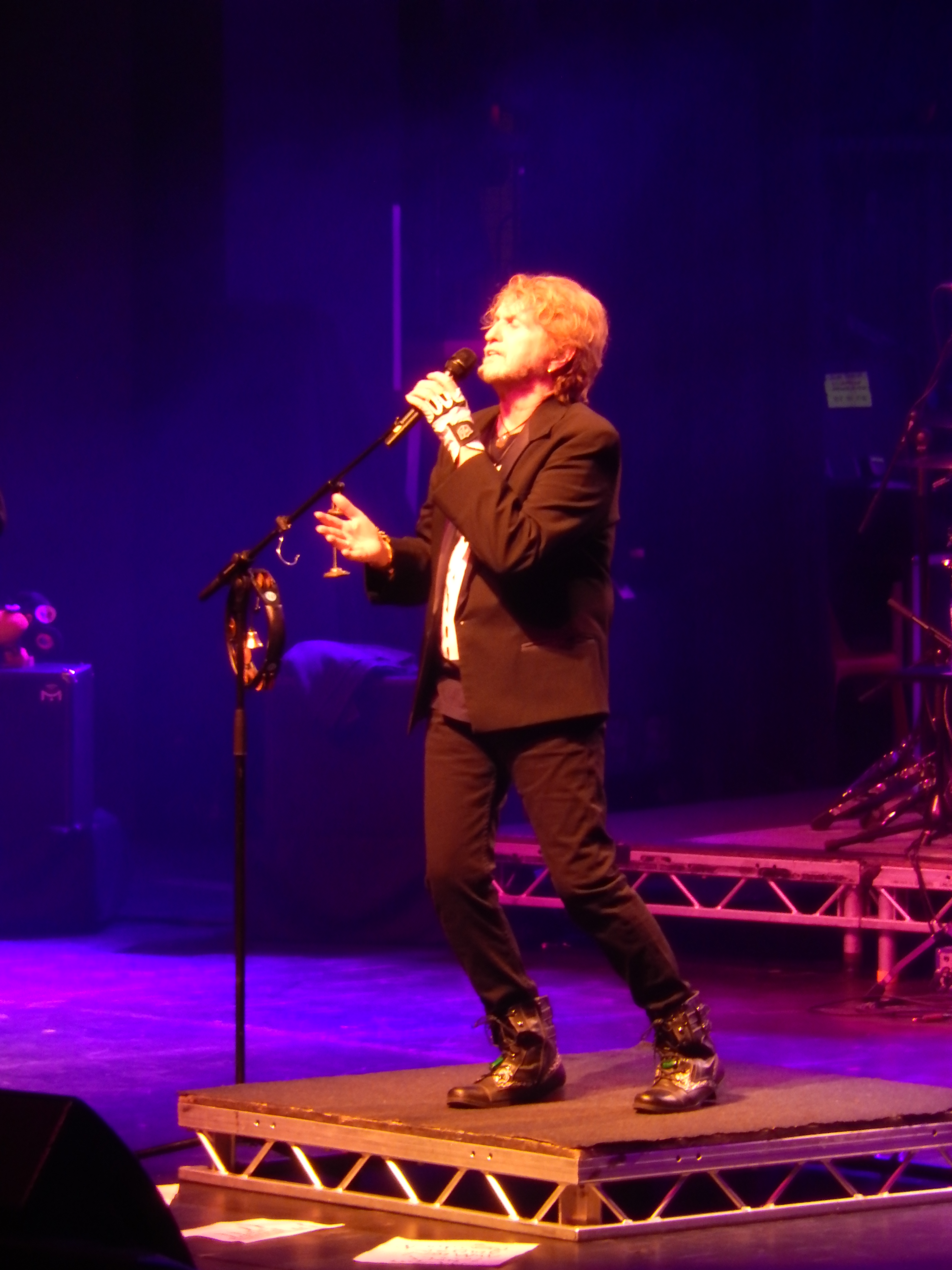
Anderson (ARW) al Cirque Royal de Brussel·les en març de 2017

L'objectiu d'Anderson és completar el seu catorzè àlbum en solitari, 1,000 Hands, durant 2018. El començà fa 27 anys i va anomenar l'àlbum d'aquesta manera a causa dels molts músics que toquen en ell.

## Estil musical
És una idea equivocada que Anderson canta el falsetto, una tècnica vocal que produeix artificialment notes altes i airejades utilitzant només les vores lligades de les cordes vocals; no obstant això, aquest no és el cas. La veu normal de cant i veu d'Anderson és naturalment per sobre del rang de tenor. En una entrevista del 2008 amb el Pittsburgh Post-Gazette, Anderson va declarar: "Sóc un tenor alt i puc cantar algunes notes altes, però mai no podria cantar el falsetto, així que vaig a elevar-les."
Anderson també és responsable de la majoria de les lletres i els conceptes de temàtica mística que formen part de molts llançaments de Yes. Sovint, les lletres s'inspiren en diversos llibres que Anderson ha gaudit, des de Tolstoi's War and Peace fins a Siddhartha de Hermann Hesse. Una nota a peu de pàgina en l'Autobiografia d'un ioga de Paramahansa Yogananda va inspirar un doble àlbum complet Tales from Topographic Oceans (1973). Els temes recurrents inclouen l'ambientalisme, el pacifisme i el culte al sol.

## Vida personal

### Familia
Anderson es va casar amb Jennifer Baker el 22 de desembre de 1969; es van divorciar en1995. Tingueren tres fills: Deborah (1970), Damion (1972) i Jade (1980). Deborah és fotògrafa i cantà en l'àlbum solista del seu pare Song of Seven (1980), Anderson Bruford Wakeman Howe (1989), i Angel Milk (2005) per la banda electrònica francesa Télépopmusik. Damion és un músic i va cantar les línies finals de la cançó de Yes "Circus of Heaven" a Tormato (1978) quan tenia sis anys. Va publicar l'EP Near the Hype (1994) amb el seu pare. El naixement de Jade se celebrà amb la cançó "Animation" del seu pare en el seu àlbum del mateix nom. Va cantar cors en molts dels seus àlbums posteriors i va publicar un àlbum en solitari al Japó.
Dins 1997, Anderson va casar americà Jane Luttenberger. Dins 2009, Anderson esdevenia un ciutadà americà.

### Salut i espiritualitat
Anderson era un fumador en el 1960s i 1970s i una vegada que cocaïna provada, però "no el va agradar." Ara viu un molt estil de vida més sa, particularment en la seva vida més tardana, amb meditació i suplements vitamínics. En el mid-1970s, Anderson esdevenia un vegetarià, mentre va fer més membres de Sí; tanmateix, en una entrevista va declarar, "era un veggie durant una estona, però un altre cop vaig créixer fora d'aquell. Però menjo molt sa." En un 16 agost 2006 entrevista en L'Espectacle de Stern de l'Howard, Anderson va dir que menja carn, majoritàriament peix, de tant en tant. En l'entrevista, també va declarar va tenir un assessor espiritual que "li va ajudar veure a la quarta dimensió". Abans d'actuacions vives, ell sovint meditates en una tenda amb cristalls i dreamcatchers, una pràctica va començar en el 1980s. Les creences religioses d'Anderson són sincretisme i d'altres variades, incloent respecte per la Mare Divina Audrey Kitagawa.
Un de les passions d'Anderson està pintant, i utilitza el seu art com un altre canal per la seva creativitat i self-expressió. El seu artwork és disponible de veure en la seva pàgina web oficial. Va viure dins França amb Jennifer Forner a una granja en Sant-Paul de Vence per damunt cinc anys del molt tard 1970s, esdevenia un amic dels seus veïns més propers, els pintors Marc Chagall i Error in webarchive template: Check |url= value. Empty.
, (inspirant algun de les seves cançons i temes musicals). Dins 1990 va retornar dins França per enregistrar demos entre Le Domaine de Miraval encara en Provence a Le Val i Paris, aquest temps amb ABWH per la perspectiva d'un segon àlbum hipotètic.
El 13 de maig de 2008, Anderson va patir un atac d'asma sever que va requerir una estada dins hospital. Segons Sí' pàgina web, sigui més tard "a casa i descansant còmodament."
Sí' estiu planejat 2008 gira era subsegüentment cancel·lat, amb el refrany de nota de premsa, "Jon Anderson va ser admès a l'hospital dura mes després de patir un atac d'asma sever. Va ser diagnosticat amb fracàs respiratori agut i va ser dit per doctors per descansar i no treballar per un període de com a mínim sis mesos." Problemes de salut més llunyana van continuar a través de 2008. Dins setembre 2008, Anderson va escriure que és "tant millor...Tan agraït i tan beneït...Miro endavant a 2009 per la "Feina Gran" per venir." Va començar un altre cop en primerenc 2009. Dins 2009, va retornar a anar de viatge (solo), va actuar juntament amb Peter Machajdík i un ensemble de Slovakian músics damunt Tribut A Llibertat, un esdeveniment a commemorate la caiguda de la Cortina de Ferro en Txecoslovàquia anterior a Devin Castell prop de Bratislava, Eslovàquia, i va continuar anar de viatge dins 2010 i la tardor de 2011, amb Rick Wakeman per una gira de Regne Unit (2010) i l'oriental ENS (2011).

## Discografia
Àlbums en solitari
- Olias Of Sunhillow (1976)
- Song of Seven (1980)
- Animation (1982)
- 3 Ships (1985)
- In the City of Angels (1988)
- Deseo (1994)
- Change We Must (1994)
- Angels Embrace (1995)
- Toltec (1996)
- Lost Tapes of Opio (1996)
- The Promise Ring (1997)
- Earth Mother Earth (1997)
- The More You Know (1998)
- Survival & Other Stories (2011)
- 1,000 Hands (2018)